# Brissy-Hamégicourt
Brissy-Hamégicourt é uma comuna francesa na região administrativa de Altos da França, no departamento de Aisne. Estende-se por uma área de 12,38 km². Em 2010 a comuna tinha 663 habitantes (densidade: 53,6 hab./km²).